# 塔爾恩塔蘭縣

塔爾恩塔蘭縣是印度西北部旁遮普邦的一個縣，面積2,414平方公里，2011年人口1,119,627，人口密度每平方公里464人，識字率為67.81%。